# Marmaskogen
Marmaskogen is een plaats in de gemeente Söderhamn in het landschap Hälsingland en de provincie Gävleborgs län in Zweden. De plaats heeft 254 inwoners (2005) en een oppervlakte van 29 hectare.